# Bataillon de marche no 22
Pour les articles homonymes, voir BM22 et 22e bataillon.
Le bataillon de marche no 22 (BM 22) est une unité des forces françaises libres, formée de soldats des troupes coloniales. Créé en avril 1943, le BM 22 est dissous dès septembre 1943.

## Historique
Le bataillon est créé le 1er avril 1943 à Djibouti par renommage du bataillon de tirailleurs sénégalais no 2 de la côte française des Somalis (ex-2e bataillon du régiment de tirailleurs sénégalais de la Côte française des Somalis). Le BM 22 est affecté à la 4e brigade française libre, qui devient la troisième brigade de la 1re division française libre.
En septembre 1943, le bataillon est dissous, et remplacé dans l'ordre de bataille de la 4e brigade par le bataillon d'infanterie de marine et du Pacifique.